# Concours Géza-Anda
Le Concours Géza-Anda est un concours international de piano  qui a lieu tous les trois ans à Zurich, Suisse. Il a été fondé en 1979 en mémoire du pianiste hongrois Géza Anda par sa veuve Hortense Anda-Bührle. Le but de la compétition est de découvrir et de promouvoir de jeunes pianistes qui perpétuent l'esprit musical de Géza Anda. La Fondation Géza Anda procure aux vainqueurs des engagements à des concerts pendant trois ans après la compétition.

## Liste des lauréats
| Éd. | Année | Premier prix | Deuxième prix                              | Troisième prix        |
| --- | ----- | --- | ------------------------------------------ | --------------------- |
| 1er | 1979  | Georges Pludermacher |                                            |                       |
| 2e  | 1982  | Heidrun Holtmann | Hung-Kuan Chen                             | Laurent Cabasso       |
| 3e  | 1985  | (non décerné) | ex æquo: Yukino Fujiwara et Hüseyin Sermet | Michael Endres        |
| 4e  | 1988  | Konstanze Eickhorst | Yukino Fujiwara                            | Ricardo Castro        |
| 5e  | 1991  | Dénes Várjon | Konstantin Scherbakov                      | Matthias Kirschnereit |
| 6e  | 1994  | Pietro De Maria | Yoshiko Iwai                               | Luca Ballerini        |
| 7e  | 1997  | Corrado Rollero (†) | Roustem Saitkoulov                         | Yuka Imamine          |
| 8e  | 2000  | Filippo Gamba | Henri Sigfridsson                          | Andrey Shibko         |
| 9e  | 2003  | Alexei Volodin | Sergey Kuznetsov                           | Hisako Kawamura       |
| 9e  | 2003  | Prix Mozart–Schumann : Christoph Berner |                                            |                       |
| 10e | 2006  | Sergey Koudriakov | Nikolai Tokarev                            | Tomomi Okumura        |
| 11e | 2009  | Jinsang Lee | Alexei Zuev                                | Tatiana Kolesova      |
| 11e | 2009  | Jinsang Lee a aussi reçu le Prix du public, le Prix Mozart du Musikkollegium Winterthur et le Prix Schumann                                                              |                                            |                       |
| 12e | 2012  | Varvara Nepomnyashchaya | Dasol Kim                                  | Elmar Gasanov         |
| 13e | 2015  | Andrew Tyson | Aleksandr Shaikin                          | Rolando Rolim         |
| 14e | 2018  | Claire Huangci | Jong Hai Park                              | Sergey Tanin          |
| 15e | 2021  | Anton Gerzenberg | Julian Trevelyan                           | Marek Kozák           |
| 15e | 2021  | Julian Trevelyan a aussi reçu le Prix Mozart du Musikkollegium Winterthur et le Prix du public                                                                           |                                            |                       |
| 16e | 2024  | Ilya Shmukler | ex æquo: Daumants Liepins et Dmitry Yudin  | (non décerné)         |
| 16e | 2024  | Ilya Shmukler a aussi reçu le Prix Mozart du Musikkollegium Winterthur et le Prix du public, le « Hungarian Special Price Performance » et le « Junior Jury Award 2024 » |                                            |                       |